# Yeni Suvagil
Yeni Suvagil è un comune dell'Azerbaigian situato nel distretto di Zaqatala. Conta una popolazione di 4 554 abitanti.